# بحر متدارک
بحرِ مُتدارِک در اصطلاح عروضی، به بحر شعری گفته می‌شود که ارکان آن از تکرار «فاعِلُن» (- U -) یا زحافات آن تشکیل شده و از بحور متّفق‌الارکان است. متدارک به معنی دریابنده و درک کننده است زیرا سبب‌های آن وتدها را در می‌یابند. (متدارک - سبب خفیف و وتد مقرون «°|°°|/– ᴗ –»)
مشهورترین وزن آن:
فاعلن فاعلن فاعلن فاعلن (– ل – |– ل – |– ل – |– ل –): بحر متدارک مثمن سالم
ای صبا صبحدم چون رسی سوی او / حال من عرضه ده با سگ کوی او (مشتاق اصفهانی)

## زحافات
زحافات (تغییرات) مشهور بحر متدارک: (خبن- قطع - تخلیع - حذذ):
1. فَعِلن: مخبون
2. فع لن: مقطوع
3. فَعَل: مخلّع
4. فَع: احذّ

## اوزان
اوزان پرکاربرد بحر متدارک (با ترتیب افاعیل):
- فاعلن فاعلن فاعلن فاعلن (متدارک مثمن سالم)*
- فَعِلن فَعِلن فَعِلن فَعِلن (متدارک مثمن مخبون)*
- فع لن فع لن فع لن فع لن (متدارک مثمن مقطوع)*
- فع لن فَعِلن فع لن فَعِلن (متدارک مثمن مقطوع مخبون)*
- فاعلن فاعلن فاعلن فع (متدارک مثمن اَحذّ)*
- فَعِلن فَعِلن فَعِلن (متدارک مسدس مخبون)*[توضیح ۲]
- فع لن فع لن فع لن (متدارک مسدس مقطوع)*[توضیح ۳]
- فاعلن فعل فاعلن فعل (متدارک مثمن مخلّع))[توضیح ۴]
- فَعِلن فع لن فَعِلن فع لن (متدارک مثمن مخبون مقطوع)[توضیح ۵]